# Asclepias nyctaginifolia
Asclepias nyctaginifolia es una especie de angiosperma perteneciente a la familia de las apocináceas.

## Descripción
Es una hierba perenne que crece hasta cerca de medio metro de altura máxima cuando está erecta, pero a menudo se encuentra caída. Las hojas son ovaladas en forma de lanza y dispuestas en pares opuestos sobre el tallo.  Las hojas y tallo son, por lo general, ligeramente peludas. La inflorescencia es una densa umbela de hasta 8 centímetros de ancho y llena de flores  de color rosa pintadas de color verde pálido. El fruto es un gran folículo de  hasta 9 centímetros de largo.

## Hábitat
Es nativa del suroeste de Estados Unidos desde California a Nuevo México, donde crece principalmente en el hábitat del desierto.

## Ecología
Asclepias nyctaginifolia es una planta importante de alimento para las orugas de la rara mariposa Danaus gilippus.

## Taxonomía
Asclepias nyctaginifolia fue descrita por  Asa Gray  y publicado en Proceedings of the American Academy of Arts and Sciences 12: 69–70. 1877.
Etimología
Asclepias: nombre genérico que Carlos Linneo nombró en honor de Esculapio (dios griego de la medicina), por las muchas aplicaciones medicinales que tiene la planta.
nyctaginifolia: epíteto latíno que significa "con las hojas de Nyctaginaceae"
Sinonimia
- Asclepias wrightii Greene
- Podostemma nyctaginifolium (A. Gray) Greene[3]